# Zouleiha Abzetta Dabonné
Zouleiha Abzetta Dabonné, dit Zoul (née le 15 décembre 1992), est une judokate ivoirienne. Représentant la Côte d'Ivoire sur la scène internationale, elle est 10 fois médaillée aux Championnats d'Afrique, 3 fois médaillée d'argent aux Jeux Africains, 3 fois médaillée à l'African Open, 2 fois médaillée aux Jeux de la Francophonie et une fois médaillée d'argent aux Jeux de la Solidarité Islamique. En juillet 2024, à Paris, Zoul a pris part à ses troisièmes Jeux olympiques d'été. Elle est classée 43e au monde selon la Fédération Internationale de Judo.

## Biographie

### Origines
Zouleiha Abzetta Dabonné surnommée Zoul, est née le 15 décembre 1992 à Abobo, une commune de la capitale économique ivoirienne. Fille de Seydou Dabonné (président actuel de la Fédération Ivoirienne de Judo et Disciplines Assimilées), elle débute le judo à l'âge de 15 ans (en 2007) dans le club de judo du lycée moderne de Koumassi.

### Carrière sportive

#### Début de carrière (saison 2009)
Zoul commence sa carrière dans la discipline de judo en 2009 en participant pour la première fois aux Championnats d'Afrique à Maurice dans la catégorie des moins de 52 kg. Elle ressort médaillée de bronze à cette compétition. Cette même année à Beyrouth, elle participe pour la première fois aux Jeux de la Francophonie dans la catégorie des moins de 52 kg et termina au rang de 7e.

#### Saison 2010 - 2012
En 2010, Zouleiha Dabonné participe à ses deuxièmes Championnats d'Afrique à Yaoundé et elle fut médaillée de bronze dans la catégorie des moins de 52 kg. En 2011, elle participe pour la première fois aux Jeux Africains à Maputo et fut classée 7e dans la catégorie des moins de 52 kg. En 2012, Zoul prend part à ses troisièmes Championnats d'Afrique à Agadir et finit à la troisième place avec une médaille de bronze dans la catégorie des moins de 52 kg.

#### Saison 2013
En 2013, Zouleiha Dabonné commence à concourir dans la catégorie des moins de 57 kg. Dans cette catégorie, elle participe à ses quatrièmes Championnats d'Afrique à Maputo et est classé 5e. Dans la même année, à Nice, elle prend part pour la deuxième fois aux Jeux de la Francophonie et ressort médaillée de bronze.

#### Saison 2015 - 2016
Aux Championnats d'Afrique de 2015 à Libreville, Abzetta occupe le 5e rang. Mais la même année elle obtient sa première médaille d'argent à sa deuxième participation aux Jeux Africains à Brazzaville. En 2016, elle participe à ses sixièmes Championnats d'Afrique et obtient sa cinquième médaille de bronze. Elle représente la Côte d'Ivoire pour la première fois aux Jeux olympiques d'été à Rio de Janeiro.

#### Saison 2017
En 2017, elle prend part pour la première fois à l'African Open à Tunis et termine au 7e rang. La même année, elle obtient une médaille de bronze aux Championnats d'Afrique à Antananarivo et une médaille d'argent aux Jeux de la Francophonie à Abidjan.

#### Saison 2018 - 2019
En 2018, Zoul termine cinquième aux Championnats d'Afrique à Tunis, mais obtient une double médaille d'or aux African Open de Dakar et Yaoundé. En 2019, elle participe pour la première fois au Tournoi Grand Prix à Antalya et occupe la septième place. La même année, elle termine 5e à ses neuvièmes Championnats d'Afrique. Mais elle clôture l'année avec une médaille de bronze à l'African Open à Dakar.

#### Saison 2020 - 2021
En 2020, Zouleiha ajoute à son palmarès, une troisième médaille d'argent, obtenue aux Championnats d'Afrique à Antananarivo. En 2021, à Dakar, elle est médaillée de bronze à ses onzièmes Championnats d'Afrique. La même année, elle participe pour la deuxième fois aux Jeux olympiques d'été à Tokyo. Elle est éliminée au premier tour par la portugaise Telma Monteiro.

#### Saison 2022
En 2022, Zouleiha connaît une saison de judo active en participant à plusieurs compétitions internationales. Aux Championnats d'Afrique, elle remporte la médaille de bronze, s'imposant comme la meilleure judoka du continent africain. Aux Jeux de la Solidarité Islamique, elle remporte également une médaille de bronze, faisant ses preuves dans un tournoi multisports de haut niveau. À l'Open d'Afrique, elle remporte des médailles à plusieurs Open d'Afrique, dont une médaille d'argent à l'Open d'Afrique de Yaoundé et une médaille de bronze à l'Open d'Afrique de Dakar. Sur la scène mondiale, elle participe aux Championnats du monde seniors 2022 à Tashkent, mais ne réussit pas à monter sur le podium lors de cette compétition. Sa saison 2022 est marquée par de bons résultats sur le continent africain, mais elle a dû relever de plus grands défis lors des championnats du monde.

#### Saison 2023
En 2023, Zoul réalise une belle saison dans la catégorie des moins de 57 kg. Elle participe à plusieurs tournois internationaux, dont l'Open d'Afrique et les Championnats continentaux. Au cours de l'année, elle remporte plusieurs médailles dans des compétitions africaines, dont l'or à l'Open d'Afrique de Yaoundé et l'argent aux Championnats d'Afrique seniors, également des médailles aux Opens d'Afrique de Dakar et de Luanda. En dehors du continent africain, Zoul participe à des compétitions européennes comme le Grand Prix de Zagreb, mais ses performances sur ces scènes internationales sont assez mitigées.

#### Saison 2024
En 2024, Zouleiha Dabonné Abzetta décroche sa qualification pour les Jeux olympiques d'été de 2024 lors des 45e Championnats d'Afrique seniors, où elle a remporté la médaille de bronze. Elle participe pour la troisième fois consécutive aux Jeux olympiques d'été après ceux Rio de 2016 et Tokyo de 2020. Le 29 juillet 2024 lors de ces Jeux à Paris, Zouleiha est éliminée dès les huitièmes de finale dans la catégorie des moins de 57 kg par l'Ouzbékistanaise Shukurjon Aminova. Elle est classée 17e à ces Jeux olympiques d'été. 

## Palmarès

### Championnats d'Afrique
- Médaille de bronze aux Championnats d'Afrique de 2009 à Maurice dans la catégorie de moins de 52 kg
- Médaille de bronze aux Championnats d'Afrique de 2010 à Yaoundé dans la catégorie de moins de 52 kg
- Médaille de bronze aux Championnats d'Afrique de 2012 à Agadir dans la catégorie de moins de 52 kg
- Médaille de bronze aux Championnats d'Afrique de 2016 à Tunis dans la catégorie de moins de 57 kg
- Médaille de bronze aux Championnats d'Afrique de 2017 à Antananarivo dans la catégorie de moins de 57 kg
- Médaille d'argent aux Championnats d'Afrique de 2020 à Antananarivo dans la catégorie de moins de 57 kg
- Médaille de bronze aux Championnats d'Afrique de 2021 à Dakar dans la catégorie de moins de 57 kg
- Médaille d'argent aux Championnats d'Afrique de 2022 à Oran dans la catégorie de moins de 57 kg
- Médaille d'argent aux Championnats d'Afrique de 2023 à Casablanca dans la catégorie de moins de 57 kg
- Médaille de bronze aux Championnats d'Afrique de 2024 au Caire dans la catégorie de moins de 57 kg

### Jeux africains
- Médaille d'argent aux Jeux africains de 2015 à Brazzaville dans la catégorie de moins de 57 kg
- Médaille d'argent aux Jeux africains de 2024 à Accra dans la catégorie de moins de 57 kg

### African Open
- Médaille d'or à l'African Open de Yaoundé en 2018 dans la catégorie de moins de 57 kg
- Médaille d'or à l'African Open de Dakar en 2018 dans la catégorie de moins de 57 kg
- Médaille de bronze à l'African Open de Dakar en 2019 dans la catégorie de moins de 57 kg
- Médaille de bronze à l'African Open de Yaoundé en 2019 dans la catégorie de moins de 57 kg
- Médaille d'argent à l'African Open de Yaoundé en 2020 dans la catégorie de moins de 57 kg
- Médaille de bronze à l'African Open de Dakar en 2022 dans la catégorie de moins de 57 kg
- Médaille d'argent à l'African Open de Yaoundé en 2022 dans la catégorie de moins de 57 kg
- Médaille d'or à l'African Open de Luanda en 2023 dans la catégorie de moins de 57 kg
- Médaille d'or à l'African Open d'Abidjan en 2023 dans la catégorie de moins de 57 kg
- Médaille d'argent à l'African Open de Niamey en 2023 dans la catégorie de moins de 57 kg
- Médaille d'argent à l'African Open de Dakar en 2023 dans la catégorie de moins de 57 kg
- Médaille d'or à l'African Open de Yaoundé en 2023 dans la catégorie de moins de 57 kg
- Médaille d'argent à l'African Open de Tunis en 2024 dans la catégorie de moins de 57 kg
- Médaille d'argent à l'African Open d'Alger en 2024 dans la catégorie de moins de 57 kg
- Médaille de bronze à l'African Open de Marrakech en 2024 dans la catégorie de moins de 57 kg

### Jeux de la francophonie
- Médaille d'argent aux Jeux de la Francophonie de 2017 à Abidjan dans la catégorie de moins de 57 kg
- Médaille de bronze aux Jeux de la Francophonie de 2013 à Nice dans la catégorie de moins de 52 kg

### Jeux de la solidarité islamique
- Médaille de bronze aux Jeux de la Solidarité Islamique de 2022 à Konya dans la catégorie de moins de 57 kg

## Classement en fin de saison
| Année | 2024 |
| ----- | ---- |
| Rang  | 43   |

## Distinctions
- 2023 : Chevalier de l'ordre du mérite sportif ivoirien[11]